# Noorderhoogebrug
Noorderhoogebrug (en groningois : Hogebrug) est un village de la commune néerlandaise de Groningue, situé dans la province de Groningue, au nord de la ville de Groningue.
Il faisait partie de la commune de Noorddijk avant 1969, date à laquelle celle-ci a été intégrée à Groningue.